# Staphylococcus aureus

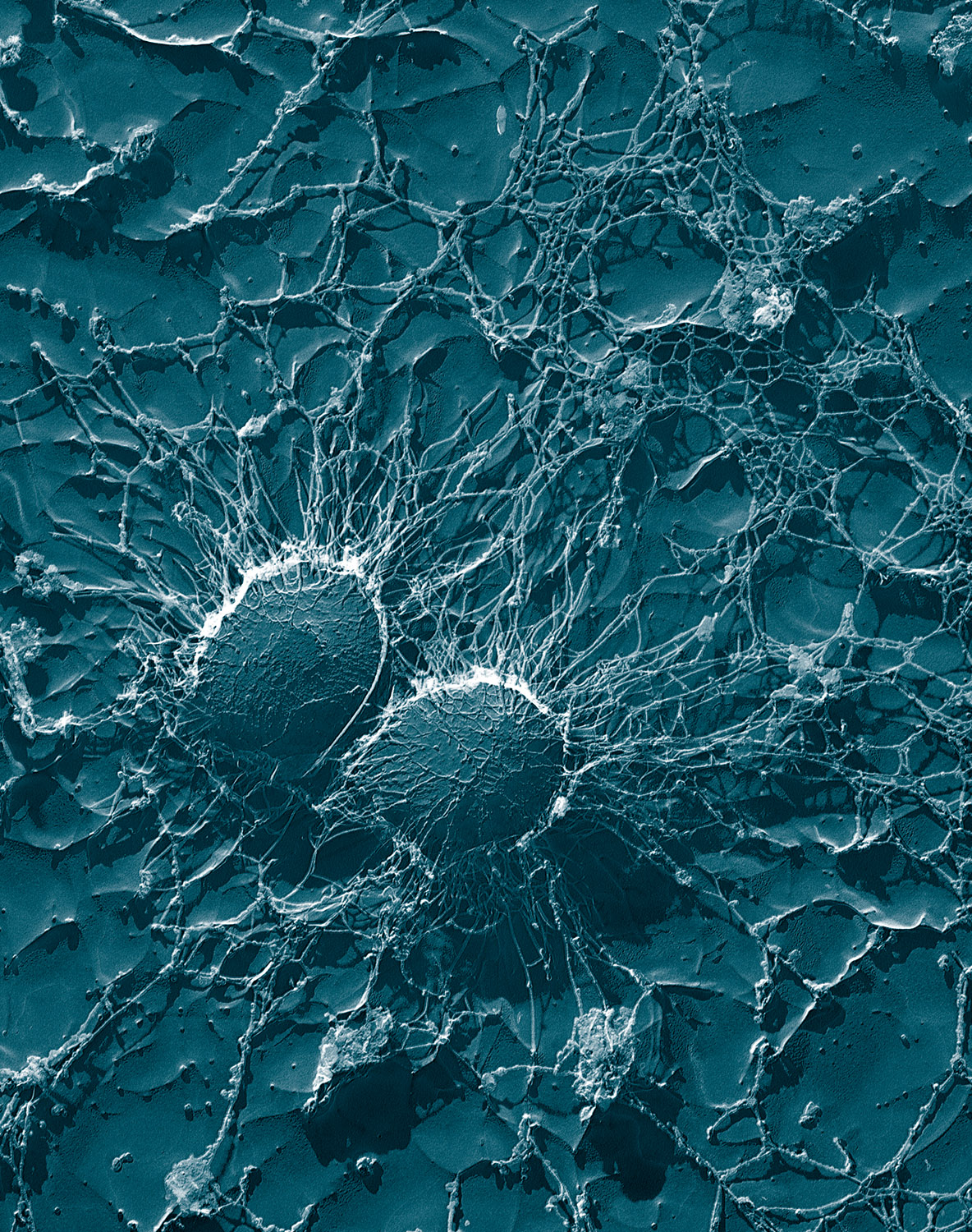
Staphylococcus aureus transzmissziós elektronmikroszkópos felvétele. (50.000X nagyítás)

A Staphylococcus aureus egy Gram-pozitív baktérium a Staphylococcus nemzetségből. Átmérője 0,8–1,0 μm. Telepei általában kerekek, enyhén domborúak, simák, fénylőek, vaj konzisztenciájúak. A pigmenttermelés rendkívül változékony. Az esetek többségében aranysárga színű, de lehet citromsárga vagy fehér is. A faj elnevezése ellenére (aureus (latin) = aranyszínű) a Staphylococcus aureus törzsek tehát nem feltétlenül aranysárga színűek. 7,5–10%-os NaCl tartalmú táptalajon is tenyésztik. Vértartalmú agar táptalajon általában β-típusú hemolízist okoz. Koaguláz pozitív. A dextrózt és a mannitot aerob és anaerob módon is bontja. Foszfatázt és koagulázt termel. A nitrátot nitritté redukálja.
Egészséges emberek bőrén, orrnyálkahártyáján, de ürülékében is megtalálható. Potenciális kórokozó. Okozhat többek között furunkulust, hólyaghurutot, agyhártyagyulladást, szepszist, az enterotoxin-termelő törzsek ételmérgezést.

## MRSA
A penicillinek családjába tartozó meticillin antibiotikumkezelésre ellenállóvá váló baktériumtörzseit
MRSA-nak nevezik (Meticillin-Rezisztens Staphylococcus Aureus). Az 1960-as években használni kezdett antibiotikum kezdetben hatásos volt, de természetes szelekcióval, illetve horizontális géntranszferrel létrejöttek rezisztens törzsek, amelyek mára már nemcsak a meticillinnel, de több más szerrel szemben is ellenállóvá váltak. A megnevezést ezekre a multirezisztens törzsekre is tovább használják.
Az MRSA fertőzések általánosnak tekinthetők, főleg kórházakban, börtönökben, ápolóotthonokban van jelen, ahol nyílt sebek, testbe hatoló eszközök (pl. katéterek) és legyengült immunrendszer kedvez a baktérium szaporodásának. Világszerte százezernél is több haláleset köthető az ilyen fertőzéshez (2019).